# Pinto mi raya
Pinto mi raya es un proyecto independiente de arte conceptual encabezado por Mónica Mayer y Víctor Lerma. Este proyecto pretende desarrollar un enfoque colectivo que integre el performance, la escritura y la participación activa en la comunidad como parte de la producción artística.

## Historia
Surgió en 1989 como una galería de autor y se convirtió en un proyecto de arte conceptual aplicado que pretendía mostrar obras críticas y lúdicas que promovieran la importancia del proceso creativo desde la perspectiva de un arte de vanguardia. Uno de sus proyectos es un espacio de archivo y documentación sobre el arte en México que inicia en 1991 y que con el tiempo ha reunido cerca de 40,000 artículos especializados en artes visuales que incluyen críticas, crónicas y reseñas.
A través de este proyecto se acuña el término de "arte conceptual aplicado" que integra las preocupaciones artísticas con las preocupaciones políticas, por lo que se utiliza para definir obras de arte que pretenden intervenir de manera práctica en su entorno, implementando soluciones.
En el marco del proyecto se han realizado diversos performances, artículos, libros y talleres de producción artística y feminista, así como un programa de radio titulado "Pinto mi Raya: Un espacio donde las artes visuales suenan" que se transmitió durante una hora todos los lunes al mediodía durante 1999.